# Samväldesspelen 2010
Samväldesspelen 2010 anordnades i Delhi, Indien under perioden 3-14 oktober 2010.
Det var den 13 november 2003 som medlemmar av Commonwealth Games Federation rest till Jamaica för att rösta om var spelen skulle förläggas. Delhi vann omröstningen med 46-22 röster mot Hamilton, Ontario i Kanada.
Totalt deltog 6,081 idrottare från de 71 samväldesländerna. De tävlade i 21 sporter i 272 evenemang. Detta gör det till det största internationella multisportevenemang som hållits i Delhi och Indien, bortsett från de Asiatiska spelen 1951 och 1982.

## Arenor
- Jawaharlal Nehru Stadium
- Indira Gandhi Arena